# 棍布苏伦 (车臣汗部东路中右翼中旗)
棍布苏伦（？—？）蒙古族，喀尔喀车臣汗部东路中右翼中旗人，车臣汗部东路中右翼中旗札萨克郡王衔多罗贝勒。

## 生平
棍布苏伦是清朝末年喀尔喀车臣汗部东路中右翼中旗札萨克郡王衔多罗贝勒。1909年，车臣汗德木楚克多爾濟逝世，此后阿克旺那林继任车臣汗。克鲁伦巴尔和屯盟盟长由棍布苏伦署理。
1911年外蒙古独立后，1911年12月30日博克多汗的封赏名单中，棍布苏伦排名第11位，封赏内容如下：
车臣汗部（右翼中旗）札萨克郡王衔多罗贝勒、署理盟长棍布苏伦，赐车臣世袭名号及亲王衔多罗郡王世爵，赏褐缰，著授内务部副大臣之职。
此后，棍布苏伦担任大蒙古国内务部副大臣。